# Голенищево (деревня, Москва)
Голени́щево — деревня в Новомосковском административном округе Москвы  (до 1 июля 2012 года была в составе Ленинского района Московской области). Входит в состав поселения Филимонковское.

## Название
Деревня названа в честь Полководца Кутузова-Голенищева, который дал своим крестьянам вольную (во времена крепостного права) в честь него и назвали.

## История
В XIX веке деревня Голенищево входила в состав Десенской волости Подольского уезда. В 1899 году в деревне проживало 138 человек.
Согласно Всероссийской переписи, в 2002 году в деревне проживало 10 человек (5 мужчин и 5 женщин). По данным на 2005 год в деревне проживало 10 человек.

## Расположение
Деревня Голенищево находится примерно в 5 км к юго-западу от центра города Московский. В километре к северу от деревни проходит Киевское шоссе. Ближайшие населённые пункты — деревни Бурцево и Середнево.